# Hanna Dmytrenko
Hanna Borisovna Dmytrenko est une escrimeuse soviétique née le 4 avril 1960 à Zaporojié. 

## Palmarès

### Championnats du monde
- Médaille d'or en fleuret par équipe aux Championnats du monde 1979 à Melbourne